# Френсис Гертруд Макгил
Френсис Гертруд Макгил (Минедоса, 18. новембар 1882 — Винипег, 21. јануар 1959) била је канадски форензички патолог, криминолог, бактериолог и алерголог. Названа „Шерлок Холмс из Саскачевана“ због својих дедуктивних вештина и јавне славе, Макгилова је утицала на развој форензичке патологије у раду канадске полиције и била је међународно позната по својој стручности у овој теми.
Након што је дипломирала медицину на Универзитету у Манитоби 1915. године, Макгилова се преселила у Саскачеван, где је прво ангажована као провинцијски бактериолог, а затим као провинцијски патолог. Више од тридесет година је интензивно радила са Краљевском канадском коњичком полицијом (КККП) и локалним полицијским снагама и била је кључна у успостављању прве форензичке лабораторије КККП. Она је три године руководила лабораторијом КККП-а и обучавала је нове регруте за форензичке методе детекције. Након пензионисања 1946. године, Макгилова је именована за почасног хирурга за КККП од стране канадског министра правде, чиме је постала једна од првих званичних женских припадника снага, и наставила је да делује као њихов консултант до своје смрти 1959. године.
Поред свог патолошког рада, Макгилова је водила приватну медицинску праксу за дијагнозу и лечење алергија. Била је призната као специјалиста за тестирање на алергије, а лекари широм Саскачевана упућивали су пацијенте на њену негу.
Макгилова је члан Канадске Куће славних науке и инжењерства. Након њене смрти, језеро Макгил у северном Саскачевану добило је име у њену част.

## Младост и образовање
Френсис Гертруд Макгил је рођена 18. новембра 1882, у Минедоси, у покрајини Манитоба. Њени родитељи су били Едвард Макгил, чија је породица емигрирала из Ирске у Канаду 1819, и Хенријета Вигмор, такође ирског порекла. ‍:xviii Хенријета је била бивша школска учитељица и једном је обишла свет, отпутовала на Нови Зеланд ради наставничког посла, а касније се вратила у Канаду. Едвард је био активан у локалној политици и пољопривредним друштвима, и радио је као управник поште у Минедоси. Френсис Макгил је имала два старија брата, Херберта и Харолда, и једну млађу сестру по имену Маргарет. Харолд је постао лекар, служећи као медицински официр током Првог светског рата, док је Маргарет постала медицинска сестра и придружила се медицинском корпусу канадске војске. ‍:xvii–xviii Средином 1900. године, када је Френсис имала седамнаест година, њени родитељи су се разболели од тифоидне грознице након што су пили контаминирану воду на окружном сајму. Обоје су умрли у септембру у размаку од десет дана. Најстарији брат, Херберт, преузео је вођење породичне фарме док његова млађа браћа и сестре нису завршили основну школу.
Макгилова се школовала за наставника у нормалној школи Винипег и предавала у летњој школи како би финансирала своје даље образовање. Првобитно је размишљала да постане адвокат, али је уместо тога одлучила да студира медицину. Већи део свог школовања плаћала је стипендијама. ‍:xix Године 1915. Макгилова је добила медицинску диплому на Универзитету у Манитоби, добивши Хачисонову златну медаљу за највиши академски статус, деканову награду и награду за хируршко знање. Била је једна од првих студенткиња медицине која је дипломирала на универзитету. Макгилова је одслужила стаж у Општој болници у Винипегу. Потом је похађала постдипломске студије у провинцијској лабораторији Манитобе и завршила обуку из патологије.

## Каријера

### Бактериолог
Развијајући све већу експертизу у бактериологији, Макгилова је 1918. именована за провинцијског бактериолога за Министарство здравља Саскачевана. Због посла се преселила у Реџајну, где су се њена нова канцеларија и лабораторија налазиле у згради законодавства Саскачевана. До октобра те године била је одговорна за борбу против локалних избијања шпанске грознице 1918. године. Френсис и њене колеге су брзо произвеле вакцине против грипа за више од 60.000 становника Саскачевана. ‍:5–7 Такође је лечила повратнике из Првог светског рата од венеричних болести.

### Патолог
Године 1920. Макгилова је постала провинцијски патолог за Саскачеван, а 1922. постала је директор покрајинске лабораторије. Сада се бавила случајевима сумњиве смрти, интензивно радећи са локалним полицијским снагама и Краљевском канадском коњичком полицијом. Њене истраге су захтевале честа путовања – до четрдесет три путовања у једној години – и Макгилова је понекад користила моторне санке, псеће санке или хидроавион да би стигла до места злочина, једном је путовала до Северног поларника.
Добивши незванични надимак "Шерлок Холмс из Саскачевана", Макгилова је стекла професионалну репутацију вештог и педантног криминолога, а припадници полиције су је радо звали „Док“.‍:200 Њен лични мото је наводно био „Мисли као човек, понашај се као дама и ради као пас“. Била је позната по томе што се носила са понекад језивом природом свог посла одржавајући добар смисао за хумор. Током свог сведочења на суду, Макгилова је понекад наилазила на младог адвоката одбране Саскачевана Џона Дифенбејкера – који је касније постао премијер Канаде – и овај пар јаке воље често се вербално сукобљавао. На једном судском рочишту, Макгилова је рекла адвокату: „Поставите ми разумна питања, господине Дифенбејкер, и ја ћу вам дати разумне одговоре."
Макгилова је добила признање за њене „неуморне“ напоре и „одличну“ услугу у годишњим извештајима комесара полиције Џејмса Хаудена Мекбрајна и Стјуарта Тејлора Вуда. Током Велике депресије 1930-их, Макгилова се сналазила са драматично мање ресурса и много мањим бројем особља. Године 1933. имала је буџет од 17.000 долара за рад на тестирању који би иначе коштао више од 122.000 долара. ‍:39
Волонтирајући стотине додатних радних сати увече и викендом, Макгилова је помогла Коњичкој полицији у успостављању њихове прве званичне лабораторије за форензичку детекцију, која је отворена 1937. Упркос њеном искуству, није јој понуђено место директора лабораторије. ‍:127 Лабораторија је преузела знатан део њеног посла у форензичкој патологији, и током наредних неколико година Френсис се концентрисала на друге пројекте као што је развој серума за полиомијелитис а и постала је специјалиста за истраживање алергија. Како је њена стручност у тестирању на алергије добила ширу пажњу, лекари широм покрајине почели су да јој шаљу своје пацијенте. Ангажовала је асистента и отворила приватну клинику за алергије у свом стану. ‍:129–131
Макгилова се повукла са посла покрајинског патолога 17. новембра 1942, пошто је током своје каријере у државној служби спровела више од 64.000 лабораторијских испитивања. Наставила је да ради у својој клиници за алергије два дана у недељи, и проводила је више времена на активностима на отвореном и путовањима са пријатељима. Неколико месеци касније, одлучила је да започне нови пројекат који ће обезбедити вакцинацију за предшколску децу, а затим је успоставила клинике за вакцинацију у школама широм Реџајне. ‍:136

### Форензичка лабораторија
Године 1943, када је директор форензичке лабораторије коњичке полиције погинуо у авионској несрећи, Макгилова је позвана да служи као његова замена. Прихватила је посао са пола радног времена, настављајући да ради на својој клиници за алергије током поподнева. ‍:26
У својој новој улози директора, водила је истраге широм Саскачевана и пружала предавања и обуку из патологије и токсикологије за нове полицајце и детективе, подучавајући вештине везане за идентификацију узорака крви, проучавање места злочина и правилно прикупљање и чување доказа. У свом савету студентима, Макгилова је нагласила важност критичког размишљања: „Не верујте свим умрлицама које видите. Нема разлога зашто човек са срчаним обољењима не би умро од тровања стрихнином. ‍:24

### Пензионисање и консултације
До 1946. године, Макгилова се формално повукла из вођења форензичке лабораторије, а у јануару те године именована је за почасног хирурга коњичке полиције, коју је именовао канадски министар правде. Макгил је била прва жена која је добила ту титулу и прва докторка која је јавно призната као чланица коњичке полиције. Наставила је да ради за њих на посебној консултантској основи, а повремено је држала предавања и испите за полицајце и истражитеље. Била је темељан и артикулисан инструктор, а њене наставне белешке састављене су за употребу у студентском уџбенику 1952. ‍:143
Њен форензички рад – и њен статус једне од ретких женских чланица коњичке полиције – привукли су пажњу широм Канаде и иностранства. Године 1952. отпутовала је у Енглеску и посетила Скотланд Јард, где јој је дозвољено да прегледа њихове форензичке лабораторије. Године 1956, након што је амерички детективски часопис објавио причу о њеном раду, Макгилова је примила захтев за помоћ упућен „Др Френсис Макгил, познати канадски патолог, Реџајна, Канада“. Писмо је било од жене из Њујорка чији је брат умро под сумњивим околностима; није обављена обдукција, а жена се борила да добије одговоре које је желела. Иако Макгилова није могла директно да помогне у овој ствари, она је одговорила саветом како да контактира ФБИ и организује ексхумацију тела. ‍:170–171

## Случајеви и методологија
Рад Френсис Макгил понекад јој је омогућавао да реши убиства која су остала неистражена. Током једне године, извршила је обдукцију тринаест ексхумираних тела и открила да су пет тела жртве убиства. ‍:24 У једном случају – који у почетку уопште није био осумњичен као злочин – Макгилова је помогла да се докаже да је жена отровала неколико рођака. ‍:205

### Случај Линтлоу
Априла 1932. фармер Џозеф Шјучак пронађен је мртав од прострелне ране у својој кући у Линтлоу, у Саскачевану. Полиција је свуда по просторији пронашла мрље крви – претпостављени доказ насилне борбе – а такође је пронашла пушку сакривену у оближњем сандуку за пшеницу. Локални лекар је то оценио сумњивим и искључио је самоубиство, а полиција је ухапсила комшију који није успео да на задовољавајући начин објасни неколико крвавих мрља на свом капуту. ‍:204
Међутим, када је Макгилова стигла да обави други преглед, открила је да локални лекар није завршио потпуну аутопсију тела. ‍:29 Наредила је ексхумацију тела и сама урадила нови преглед. Из трагова као што је изразито незгодан угао ране, закључила је да је жртва одузела себи живот. ‍:204 Иако је претходни доктор закључио да је жртва одмах умрла, Макгилова је пронашла доказе у Шјучаковом систему за варење који су доказали да је живео довољно дуго да се креће по својој кући и сакрије пушку, прикривајући узрок смрти. ‍:29
Сведоци су потврдили да се Шјучак борио са депресијом, ‍:26а установљено је да је Шјучак позајмио пушку и патроне непосредно пре смрти. Оптужени комшија – чије су сумњиве мрље крви заправо биле од повређене фармске животиње – пуштен је на слободу. ‍:28–29 Случај Линтлоу је имао снажан утицај на репутацију Макгилове у полицији. ‍:26

### Случај трапера
Новембра 1933. пријављено је да је трапер по имену Оскар Шваб нестао североисточно од Нипавина. Полицијска истрага открила је трагове крви у његовој колиби. Иако је порекло крви у почетку било неизвесно – пошто је Шваб зарађивао за живот хватајући животиње у замке и гулио кожу – Макгилова је установила да су мрље крви на Швабовом душеку заиста људске, а полиција је пронашла метак забоден у зид од балвана у близини. ‍:27
Следећег фебруара, полиција је ухапсила Швабовог бившег партнера, Томаса Кислинга, који је признао да је убио Шваба, али је касније покушао да тврди да је то било случајно или у самоодбрани. Истражитељи су открили Швабове остатке и открили да је лобања ловца разбијена на десетине комада пуцњем. Након што је завршила аутопсију, Макгилова је однела делове лобање назад у своју лабораторију и мукотрпно их реконструисала. Њен рад је, откривајући јасну путању метка и црне ознаке олова, ‍:28 показао да је Шваб погођен у потиљак док је спавао. ‍:30
Када је Макгилова сведочила на Кислинговом суђењу, она је извадила пажљиво реконструисану лобању из своје торбе. Биограф Мирна Л. Петерсен описује како је „уздах прошао кроз гомилу“ док су судски посматрачи схватили шта патолог држи. ‍:88 Судски извештач Кен Лидел се касније у једној од својих колумни присетио да је видео да је Макгилова износила сличне доказе у другим судским предметима са „свом драмом мађионичара“.

### Случај Јужног Поплара
Током периода хладног времена, један аутостопер је пронађен смрзнут у јужном Саскачеванском пољу у близини Јужног Поплара, а његова лобања је очигледно сломљена од ударца у главу. Локални лекар је пресудио да се ради о убиству и послао остатке жртве у Макгилову лабораторију на даље испитивање. ‍:27Међутим, када је Макгилова прегледала лобању, закључила је да је структура костију човека ослабљена рахитисом. ‍:205 Возач камиона је признао да је попио мало алкохола са аутостопером, што је повећало доток крви у мозак човека - а након његове смрти, температуре испод нуле и положај тела довели су до ширења те течности, што је довело до очигледног прелома лобање. Макгилова није пронашла доказе убиства. ‍:27 Утврђено је да је узрок смрти аутостопера обичан срчани удар. ‍:205

## Лични живот
Макгилова није волела да разговара о свом личном животу, али су многи познаници веровали да је изгубила момка у борби у Првом светском рату. ‍:37 Уживала је да проводи време са својом браћом и сестрама и другим рођацима кад год је то било могуће. Од 1931. до 1933. њен нећак Едвард је дошао да живи са њом у Реџајни док је скупљао своју уштеђевину за универзитетско образовање, а касније је навео њене смернице и савете као велики утицај на његов живот. ‍:43
Уживала је у спремању оброка и игрању бриџа са својим блиским пријатељима, и била је позната као добар приповедач. Била је страствени јахач, често је јахала ван града. Њене друге разоноде укључивале су пецање, камповање и пуцање, а 1917. освојила је награду у женском такмичењу пуцања пушкама. За читање пре спавања често се упуштала у криминалне романе. ‍:43 Током Другог светског рата, Макгилова је подржавала ратне напоре плетењем вунених чарапа за војнике који су се борили у иностранству. Била је члан Саскачеванског медицинског друштва, Канадског колеџа лекара и хирурга, Клуба пословних и професионалних жена и Канадског клуба жена Реџајна.
Била је члан Англиканске цркве. Била је конзервативна у својој политици, ‍:199 и на крају постала снажан присталица политичке каријере Џона Дифенбејкера док се кандидовао за парламент, а затим и за премијера. Године 1958, упркос озбиљним здравственим проблемима, Макгилова се сама отпустила из болнице и отишла кући да гласа за Дифенбејкера на савезним изборима. ‍:160
Уживала је у путовањима у иностранство и обишла је Нови Зеланд, Аустралију, Јужну Африку, Мексико, Западну Индију и више европских земаља. ‍:24

## Смрт и наслеђе
Макгилова је умрла са 76 година 21. јануара 1959. године у Винипегу, након што јој је дијагностикован рак дојке, а касније и плеуритис. ‍:155 Кремирана је, а њен пепео је породица разасула на омиљеном земљишту у долини Чери Вели, у Манитоби. ‍:161 Читуље су описале Макгилову као „једног од најпознатијих канадских криминолога“, а у уводнику у Leader-Post-у се наводи да су њени обимни професионални доприноси и трајни односи са пријатељима и колегама донели „меру бесмртности“ коју је премашило само неколико Канађана.
Језеро Макгил, које се налази северно од језера Атабаска у Саскачевану, названо је у њену част. Она је члан Канадске Куће славних науке и инжењерства.